# Тихомир Брајовић
Тихомир Брајовић (Титоград, 1962) српски је књижевни критичар, теоретичар књижевности, књижевни историчар и редовни професор на Филолошком факултету у Београду.

## Школовање
Основну и средњу школу је похађао у Бару (Црна Гора). Дипломирао је, магистрирао и докторирао на Филолошком факултету у Београду.

## Академска каријера
На Филолошком факултету у Београду ради од 1989. године, где је прошао сва звања, од асистента до редовног професора.
На Kатедри за српску књижевност са јужнословенским књижевностима предаје предметe Јужнословенска компаратистика и Преглед јужнословенских књижевности.
На изборним курсевима у оквиру основних, мастер и докторских студија води посебне програме: Увод у читање модерне поезије, Поетика ироније и гротеске у прози модерних јужнословенских писаца, Књижевна имагологија и културни идентитет(и), Проблеми песничке самосвести и модерна критичко-теоријска мисао.
Учествовао је на међународним научним скуповима, и држао је предавања по позиву на универзитетима у Крагујевцу, Никшићу, Хамбургу, Берлину, Венецији, Тибингену, Сеулу и на Колумбија универзитету у Њујорку.

## Критичарски и уреднички рад
Објавио је неколико стотина књижевнокритичких, есејистичких и књижевнонаучних текстова у дневним и недељним листовима и књижевној периодици као што су: Студент, Kњижевна реч, Реч, Kњижевне новине, Борба, Наша борба, Политика, Данас, Глас јавности, Блиц, Kњижевност, Летопис Матице српске, Kњижевна критика, Поља и др.
Како истиче Предраг Палавестра у својој Историји српске књижевне критике, "свакодневни сусрет са делима старе и нове прозе помогао је Брајовићу да систематизује токове новијег српског романа и да у прегледу Кратка историја преобиља назначи његове главне поетичке одлике".
Био је вишегодишњи књижевни критичар НИН-а и члан жирија за доделу НИН-ове награде (1994–1996, 2001, 2004–2006).
Уређивао је значајне књижевне листове и часописе као што су: Kњижевна реч, Реч, Kњижевност и језик, Сарајевске свеске. У периоду од 2016. до 2016. био је главни уредник научног часописа Књижевна историја.

## Награде
Добитник је више угледних награда као што су: 
- Награда „Ђорђе Јовановић”, за књигу Теорија песничке слике, 2000.
- Награда „Милан Богдановић”, за критички текст о књизи Нестали у књизи Горана Петровића, 2001.[3]
- Награда „Александар Арнаутовић”, за књигу Нарцисов парадокс, 2014.[4]
- Награда „Сретен Марић”, за књигу Нарцисов парадокс, 2015.[5]
- Награда „Никола Милошевић” за 2022. годину за дело „Тумачење лирске песме – од теорије до интерпретативне праксе”, у издању Академске књиге.[6]

## Књиге

### Поезија
- Глади, Бар, 1982.
- Незбиљност, Београд, 2022.

### Наука о књижевности
- Kонтроверзни метатекст, Београд, 1992.
- Поетика жанра, Београд, 1995.
- Речи и сенке: Избор из транссимболистичког песништва деведесетих, Београд, 1997.
- Од метафоре до песме, Приштина–Београд, 1998.
- Теорија песничке слике, Београд, 2000.
- Облици модернизма, Београд, 2005.
- Идентично различито: компаративно-имаголошки оглед, Београд, 2007, 2. изд. 2020.
- Kратка историја преобиља: критички бедекер кроз савремену српску поезију и прозу, Зрењанин, 2009.
- Заборав и понављање: амбивалентно лице модернитета у роману На Дрини ћуприја, Београд, 2009.
- Фикција и моћ: огледи о субверзивној имагинацији Иве Андрића, Београд, 2011.
- Kомпаративни идентитети: српска књижевност између европског и јужнословенског контекста, Београд, 2012.
- Нарцисов парадокс: проблем песничке самосвести и српско песништво модерног доба, Београд, 2013.
- Грозница и подвиг: огледи о еротској имагинацији у књижевном делу Иве Андрића, Београд, 2015.
- Pedagoška fikcija: Bildungs-naracija i srodni modusi u novijoj hrvatskoj književnosti, Zagreb, 2020.
- Тумачење лирске песме: од теорије до интерпретативне праксе, Нови Сад, 2022.
- Опклада с временом: критичке минијатуре с размеђе столећа, Вршац, 2023.

## Публикације о делима Тихомира Брајовића
- О делу Тумачење лирске песме: од теорије до интерпретативне праксе Тихомира Брајовића, припредио Радоман Кањевац, Београд, 2024.